# Chomelia glabricalyx
Chomelia glabricalyx är en måreväxtart som beskrevs av Julian Alfred Steyermark. Chomelia glabricalyx ingår i släktet Chomelia och familjen måreväxter. Inga underarter finns listade i Catalogue of Life.